# Dia Internacional da Mãe Terra

Uma recriação do símbolo da Ecologia usado nos primeiros materiais do Dia da Terra. Desenho original de 1969 do artista e cartunista americano Ron Cobb.

O Dia Internacional da Mãe Terra, ou Dia da Terra, cuja finalidade é criar uma consciência comum aos problemas da contaminação, importância da conservação da biodiversidade e outras preocupações ambientais para proteger a Terra, foi criado pelo senador norte-americano Gaylord Nelson, no dia 22 de abril de 1970.
Desde 2009, é considerado pela ONU como o Dia Internacional da Mãe Terra.

## História
A primeira manifestação teve lugar em 22 de abril de 1970. Foi iniciada pelo senador Gaylord Nelson, ativista ambiental, para a criação de uma agenda ambiental. Para esta manifestação participaram duas mil universidades, dez mil escolas primárias e secundárias e centenas de comunidades. A pressão social teve seus sucessos e levou o governo dos Estados Unidos a criar a Agência de Proteção Ambiental (Environmental Protection Agency) e uma série de leis destinadas à proteção do meio ambiente.
- Em 1972 foi celebrada a primeira conferência internacional sobre o meio ambiente: a Conferência de Estocolmo, cujo objetivo foi sensibilizar aos líderes mundiais sobre a magnitude dos problemas ambientais e que se instituíssem as políticas necessárias para erradicá-los;

- O Dia da Terra é uma festa que pertence ao povo e não está regulada por somente uma entidade ou organismo, tampouco está relacionada com reivindicações políticas, nacionais, religiosas ou ideológicas;

- O Dia da Terra refere-se à tomada de consciência dos recursos naturais da Terra e seu manejo, à educação ambiental e à participação como cidadãos ambientalmente conscientes e responsáveis;

- No Dia da Terra todos estão convidados a participar em atividades que promovam a saúde do nosso planeta. tanto em nível global como regional e local;

- "A Terra é nossa casa e a casa de todos os seres vivos. A Terra mesma está viva. Somos partes de um universo em evolução. Somos membros de uma comunidade de vida independente com uma magnífica diversidade de formas de vida e culturas. Nos sentimos humildes ante a beleza da Terra e compartilhamos uma reverência pela vida e as fontes do nosso ser...".

Surgido como um movimento universitário, o Dia da Terra converteu-se em um importante acontecimento educativo e informativo. Os grupos ecologistas o utilizam como ocasião para avaliar os problemas do meio ambiente do planeta: a contaminação do ar, da água e dos solos, a destruição de ecossistemas, centenas de milhares de plantas e espécies animais dizimadas e o esgotamento de recursos não renováveis. Utiliza-se esse dia também para insistir em soluções que permitam eliminar os efeitos negativos das atividades humanas. Essas soluções incluem a reciclagem de materiais manufaturados, preservação de recursos naturais como o petróleo e a energia, a proibição de utilizar produtos químicos danosos, o fim da destruição de habitats fundamentais como as florestas tropicais e a proteção de espécies ameaçadas.
Em 2009, o estado da Bolívia levou para a ONU a proposta – que foi aceita – de renomear o Dia da Terra para Dia Internacional da Mãe Terra, para romper com o paradigma de que a Terra pertence à humanidade: na verdade, os humanos pertencem à Mãe Terra.

## Hino da Terra
Por Abhay K., poeta e diplomata da Índia.

O nosso oásis cósmico, a pérola cósmica azul

O planeta mais bonito do universo

O nosso oásis cósmico, a pérola cósmica azul

Todos os continentes e oceanos do mundo

Juntos flora e fauna juntos espécies tudos

Preto, castanho, branco, cores diferentes

Somos humanos, a terra é o nosso lar

O nosso oásis cósmico, a pérola cósmica azul

O planeta mais bonito do universo

Todos os povos e todas as nações do mundo

Todos por um, um por todos

Juntos desenrolamos a bandeira azul

preto, castanho, branco, cores diferentes

Somos humanos, a terra é o nosso lar.

"Earth Anthem" por Abhay K